# عملیات فتح ۱
عملیات فتح ۱ یا عملیات وحدت، عملیات نظامی نیروهای مسلح ایران در خلال جنگ ایران و عراق بود، که به‌طور مشترک توسط سپاه پاسداران انقلاب اسلامی و نیروهای پیشمرگه اتحادیه میهنی کردستان، در محور کرکوک، به صورت نامنظم انجام شد.
عملیات فتح یک، در تاریخ ۱۹ مهر ۱۳۶۵ به فرماندهی سپاه پاسداران صورت گرفت و ۲ روز بطول انجامید. در این عملیات که بصورت غافلگیرانه و پارتیزانی انجام می‌شد، تأسیسات نفتی جنوب کرکوک، پالایشگاه کرکوک و نیروگاه این شهر بهمراه یک پادگان نظامی، توسط نیروهای سپاه و پیشمرگه‌های کردستان عراق، مورد حمله قرار گرفت و بخش‌های زیادی از این تأسیسات تخریب گردید و در حدود ۶۰۰ نفر از نیروهای ارتش عراق کشته یا زخمی شدند ولی از طرف مقابل تلفاتی در برنداشت.